# Кашалоти джуджета
Кашалотите джуджета (Kogiidae) са семейство Зъбати китове, класифицирани като подсемейство Kogiinae в семейството на Кашалотите (Physeteridae). Въпреки че притежават всички физиологични особености на Кашалота, кашалотите джуджета са все още много слабо проучени поради незабележимия си начин на живот и малкото което знаем за тях дължим на мъртви тела изхвърлени на брега.
Днес разпознаваме два вида кашалоти джуджета, считани до 1966 г. за един и същи вид: Малък кашалот (K. breviceps) и Кашалот джудже (K. simus).
Както говори наименованието им, кашалотите джуджета имат значително по-малки размери в сравнение с Кашалота. С дължина на тялото до 3,5 m. и тегло около 400 кг. те са най-дребните китове на земята и лесно могат да бъдат сбъркани с делфин. Окраската им е сиво-синкава на гърба и страните, а отдолу са белезникави с кремав до розов оттенък. Имат сравнително голяма глава с малка долна челюст, също както при Кашалота и притежават спермацетов орган. Дихателният им отвор гледан отгоре е разположен леко вляво. Притежават гръбен плавник, по който може да се направи разлика между двата вида: при по-дребния Кашалот джудже гръбния плавник е видимо по-голям. Зад очите си кашалотите джуджета имат гънки наподобяващи хриле. Характерно за тях е и че при опасност от вътрешностите си изпускат във водата тъмно червена течност, вероятно с цел да объркат и дезориентират нападателите си.
В открито море кашалотите джуджета почти не издават присъствието си. На повърхността изплуват бавно, без много шум от разплискване на вода и издишват без да вдигат фонтан от водни пръски. След това остават известно време носейки се неподвижно на повърхността за да се гмурнат също толкова безшумно, като просто се изгубват от погледа. Много рядко са виждани кашалоти джуджета да изскачат над водата.
Живеят сами или на малки групи. Хранят се основно със сепии и крабове.
Срещат се в умерените води на Атлантическия, Тихия и Индийския океан, но както вече стана ясно са трудно забележими в морето и за разпространението, миграцията, размножаването и числеността им не се знае почти нищо. Предполага се че предпочитат водите на континенталния шелф.

## Класификация
Семейство Кашалоти джуджета
- Подсемейство Kogiinae
  - Род †Aprixokogia
    - Вид †Aprixokogia kelloggi

  - Род Kogia Gray, 1846
    - Вид Малък кашалот (Kogia breviceps) (Blainville, 1838)
    - Вид Кашалот джудже (Kogia sima) (Owen, 1866)

  - Род †Praekogia
    - Вид †Praekogia cedrosensis
- Подсемейство †Scaphokogiinae
  - Род †Scaphokogia
    - Вид †Scaphokogia cochlearis Muizon, 1988